# Santa-Maria-Affäre
Bei der Santa-Maria-Affäre 1961 handelte es sich um den Versuch portugiesischer Rebellen der bürgerlichen Demokratiebewegung, in Portugal und der Kolonie Angola eine Revolution auszulösen und das totalitäre Herrschaftssystem von António de Oliveira Salazar zu Fall zu bringen.
Hierzu kaperte in der Karibik ein gemischtes portugiesisches/spanisches Kommando in der Operação Dulcineia (Operation Dulcinea) unter Führung des Hauptmanns der Reserve, Henrique Galvão, das portugiesische Passagierschiff Santa Maria. Die Entführer gaben das Unternehmen nach Verhandlungen mit der US Navy auf und übergaben das Schiff in Recife den brasilianischen Behörden. Ihnen selbst wurde in Brasilien politisches Asyl gewährt.

## Politische Hintergründe der Entführung
Gegen die ab 1926 bestehende Diktatur Salazars und den von ihm geschaffenen Estado Novo hatte sich zu Beginn der 1950er Jahre ein bürgerlich-liberaler Widerstand gebildet, der versuchte, das System auf legitimem Weg innerhalb der Verfassung zu reformieren. Ein entscheidender Katalysator für die Operation Dulcinea waren die Präsidentschaftswahlen von 1958, in denen der Kandidat der liberalen Opposition, General Humberto Delgado, gegen den Kandidaten Salazars, Konteradmiral Américo Tomás, verlor. Die Wahlen waren von Seiten Salazars massiv manipuliert worden.
Delgado, der seine Niederlage bis zu seiner Ermordung 1965 nicht akzeptierte und sich fortan als legitimer Staatspräsident Portugals sah, begab sich daraufhin ins Exil nach Brasilien. Henrique Galvão, ein ehemaliger Berufsoffizier, Parlamentarier, Gouverneur in Angola sowie aktiver Schriftsteller, Historiker und Hauptmann der Reserve, sah nach dem Wahlbetrug keine Möglichkeit mehr, das System Salazar aus sich selbst heraus zu beseitigen, und entschied sich für den bewaffneten Umsturz. Nach einem Putschversuch 1959 zu einer 15-jährigen Haftstrafe verurteilt, gelang ihm im selben Jahr die Flucht in die argentinische Botschaft Lissabons, wo er Asyl erhielt. Über Buenos Aires begab er sich nach Caracas/Venezuela, wo er hoffte, in Zusammenarbeit mit Exil-Portugiesen und -Spaniern eine Revolution sowohl in Portugal als auch in Spanien zu initiieren.
Organisatorisches Rückgrat der Rebellion war das von Delgado 1959 in Brasilien gegründete Directorio Revolucionario Iberico de Liberación (DRIL = Iberisches Revolutionsdirektorium der Befreiung); eine Organisation, von der bis heute unklar ist, welches reale politische Gewicht ihr zukam. Offenbar existierten jedoch DRIL-Zellen in Spanien, Portugal und einigen lateinamerikanischen Staaten in den dortigen Exilkreisen. Nach einem Bericht der Frankfurter Rundschau vom 30. Januar 1961 sollte es angeblich von Fidel Castro, der UdSSR, Jugoslawien und Anarchisten finanziert worden sein, doch waren diese Angaben äußerst vage.
Im Laufe des Jahres 1960 stellte Galvão in Caracas ein 26-köpfiges DRIL-Kommando aus Portugiesen und Spaniern auf, das bereit war, an einer bewaffneten Aktion gegen die portugiesische Regierung und die Diktatur von Francisco Franco in Spanien teilzunehmen. Ursprünglich war die Kaperung eines portugiesischen oder spanischen Kriegsschiffs in einem venezolanischen Hafen geplant, doch schließlich entschloss sich Galvão zu einer Entführung des portugiesischen paquete (Paketschiff) Santa Maria, neben ihrem Schwesterschiff Vera Cruz die größte Einheit der portugiesischen Handelsflotte. Logistische Unterstützung erhielt Galvão aus Brasilien, wo Delgado als Führer des DRIL residierte.

## Operation Dulcinea
Ende 1960 waren die Vorbereitungen für die Entführung der Santa Maria abgeschlossen. Galvão hatte das Unternehmen nach der literarischen Figur der Dulcinea aus Miguel de Cervantes’ Don Quijote benannt. Die Santa Maria, ein 1951 in Belgien vom Stapel gelaufener, 1953 von der Companhia Colonial de Navegação in Dienst gestellter 21.000-t-Liner mit Heimathafen Lissabon, lief in dieser Ära auf Kreuzfahrten alle vier Wochen den venezolanischen Hafen La Guaira an, um dann über die niederländische Insel Curaçao Port Everglades in Florida anzulaufen um schließlich nach Lissabon zurückzukehren.

### Plan
Die tatsächlichen Absichten der Entführer sind bis heute ungeklärt. Galvão behauptete in seinen bereits 1961 auf Englisch erschienenen Memoiren, dass ursprünglich geplant gewesen sei, mit dem Liner die spanische Insel Fernando Póo, Teil von Spanisch-Guinea (heute Äquatorial-Guinea) anzulaufen und dort eine Revolution auszulösen, um schließlich in der Kolonie Angola einzufallen und in der Kolonie sowie in Portugal selbst eine Revolution auszulösen. Die Biografen Delgados erklärten allerdings 1974, dass die ganze Operation einen rein propagandistischen Charakter besaß und das eigentliche Ziel darin bestand, aus dem Ausland langfristige Unterstützung für die portugiesische Opposition zu gewinnen.
Informationen über die Santa Maria bezogen die Rebellen aus Werbebroschüren der Reederei, einem in einem Reisebüro in Caracas ausgestelltem Modell des Schiffs sowie Besuchen an Bord während seiner Liegezeiten in La Guayra, wobei sie sich als Touristen ausgaben. Für die navigatorische Seite der Operation war José Fernando Fernández Vázquez (1904–1986) alias Jorge de Sotomayor zuständig. Fernández war ein ehemaliger Fähnrich der spanischen Marine und ehemaliges Mitglied der Kommunistischen Partei Spaniens. Im Spanischen Bürgerkrieg war er auf republikanischer Seite 1937 an der Sabotage an einem deutschen Frachter beteiligt gewesen und gehörte daher vermutlich der Wollweber-Organisation an. Anschließend kämpfte er im französischen Maquis und wurde nach seiner Festnahme im KZ Auschwitz inhaftiert. 1948 trat er aus der PCE aus, als diese offiziell den bewaffneten Kampf aufgab. Die übrigen Mitglieder des DRIL-Kommandos besaßen, soweit bekannt, keine seemännische Ausbildung. Galvao rechtfertigte die Aktion mit einem Verweis auf den Kampf zwischen David und Goliath quasi als Akt einer asymmetrischen Kriegführung:

„David, in seinem tödlichen Kampf mit Goliath, hatte eine Schleuder. Wir, die wir in einer Zeit leben, in der eine moderne Schleuder einen Haufen Geld kostet, hatten nicht einmal dies. Unsere Entscheidung war klar: Entweder wir würden eine Taktik finden, die diesen Kampf von Seelen ohne materielle Waffen gegen mächtige Waffen ohne Seelen ausgleichen würden, oder wir hatten den Zusammenbruch all unserer Hoffnungen von Anfang an zu akzeptieren.“

Angeblich hatte der DRIL ursprünglich geplant, mit konventionellen militärischen Mitteln in eine portugiesische afrikanische Kolonie einzudringen und dort den Widerstand zu organisieren. Diese Überlegungen wurden jedoch aufgegeben, da derartige Aktionen militärisch leicht niedergeschlagen werden konnten und aufgrund der Pressezensur in Portugal keine Gelegenheit bestanden hätte, propagandistisches Kapital aus dem Unternehmen zu schlagen.

### Kaperung derSanta Maria
Am 20. Januar 1961 lief der Liner unter dem Kommando von Kapitän Mário Simões Maia La Guayra an, wo bereits ein Teil des DRIL-Kommandos eincheckte. Galvão selbst flog mit dem Rest der Gruppe nach Willemstad/Curaçao und wartete dort das Eintreffen des Schiffs ab. Dadurch sollte eine frühzeitige Enttarnung Galvãos verhindert werden. Bis zur Ankunft des Schiffs übernachtete die zweite Gruppe im Hotel „Brion“. Am Samstag, dem 21. Januar, gingen ihre Mitglieder, ebenfalls als Kreuzfahrttouristen getarnt, an Bord. Die Waffen, darunter auch zwei Maschinenpistolen und mehrere Handgranaten sowie angeblich auch Sprengstoff, waren in präparierten Gepäckstücken verborgen. Nach der Abfahrt aus Curaçao befanden sich an Bord circa 600 Passagiere und gut 300 Besatzungsmitglieder. Das Schiff wurde am 24. Januar 1961 in Port Everglades, Florida, erwartet.
Am Sonntag, dem 22. Januar 1961, 01:45 Uhr, besetzten zwei Gruppen des Kommandos schlagartig die Brücke, das Ruderhaus, den Funkraum und den Maschinenraum. Sie waren mit Khaki-Uniformen bekleidet und trugen Armbinden in den portugiesischen Nationalfarben Rot und Grün. Galvão trug zusätzlich seine Rangabzeichen als Hauptmann (capitão) der Reserve. Außerdem wurden die Schiffsoffiziere, deren Kabinen sich auf dem 2. Deck befanden, gefangen genommen. Bei der Besetzung der Brücke wurde der Wachhabende, der 3. Offizier João José do Nascimiento Costa, vermutlich bei einem Handgemenge von den Rebellen erschossen. Die Einzelheiten des Vorfalls sind bis heute ungeklärt. Costa blieb das einzige Todesopfer der Entführung. Bei der Schießerei auf der Brücke wurden außerdem zwei weitere Besatzungsmitglieder durch die Rebellen verletzt.
Die Santa Maria wurde von den Entführern in „Santa Liberdade“ umbenannt und sofort auf einen östlichen Kurs Richtung Westafrika gelegt. Doch Galvãos Plan, die Entführung so lange wie möglich geheim zu halten, um den Kurs auf Afrika zu verschleiern, scheiterte bereits am nächsten Tag, dem 23. Januar, als ihm der Schiffsarzt Dr. Campos Leite erklärte, dass er sich nicht in der Lage sehe, das Leben der beiden Verwundeten sowie eines Schwerkranken an Bord zu gewährleisten. Daraufhin wurden die Betroffenen in Begleitung von Sanitätern vor St. Lucia ausgebootet. Dort teilten sie den Polizeibehörden mit, dass der Liner von Piraten überfallen worden sei, die sich als Passagiere getarnt hätten. Diese Version verbreitete sich per Radio, Telegraph und Telefon innerhalb von Stunden weltweit und erzeugte ein enormes Medienecho. So auch in der Bundesrepublik Deutschland, wo Tageszeitungen mit Überschriften wie '„Kriegsschiffe jagen gekapertes Luxusschiff. Überfall durch portugiesische Rebellen in der modernen Seegeschichte ohne Beispiel“  oder Tolles Piratenstück vor Martinique  titelten.
Der Terminus Piraten verschwand allerdings nach einigen Tagen aus der Berichterstattung, als sich herauskristallisierte, dass die Entführung des Liners rein politische Gründe besaß und es sich, wie britische Juristen konstatierten, um eine innerportugiesische Angelegenheit handelte. Die DDR-Presse, so das Neue Deutschland, war in der Kommentierung der Vorgänge äußerst zurückhaltend und verzichtete aus unbekannten Gründen auch darauf, über das Ende der Entführung zu berichten. Der Bordbetrieb wurde von den Entführern, die von der staatlich gelenkten portugiesischen und spanischen Presse durchgehend als Terroristen bezeichnet wurden, so wenig wie möglich eingeschränkt. Unter den Passagieren befanden sich auch 37 US-amerikanische Staatsbürger, dazu vier Kinder des Ehepaars Floyd W. Preston im Alter von zwei bis elf Jahren. Da die Klimaanlagen der unteren Klassen bereits bei der Ausfahrt in La Guyara defekt waren, litten die Angehörigen dieser Klassen aufgrund der tropischen Temperaturen außerordentlich unter der Hitze. Außerdem hatten die Entführer nicht einkalkuliert, dass die Santa Maria nur bis Florida Proviant und Trinkwasser gebunkert hatte, so dass dies umgehend rationiert werden musste. Soweit bekannt, verzichtete die Schiffsführung mit Rücksicht auf die Sicherheit der Passagiere auf jedweden Widerstand gegenüber den Entführern.

### Diplomatische Verhandlungen mit der US Navy
Von Anfang an hatten Galvão und Delgado auf die Sympathien der US-amerikanischen Öffentlichkeit und Präsident John F. Kennedys spekuliert. Delgado besaß aufgrund seiner Zusammenarbeit mit Dienststellen der US Navy im Zweiten Weltkrieg gute Verbindungen in die USA und sandte offenbar bereits am 23. Januar 1961 von Brasilien aus ein Telegramm an Kennedy:

„Als exilierter Präsident, früherer Repräsentant der NATO, ex-Militär- und Flieger-Attaché in Washington und alter Freund der Vereinigten Staaten bitte ich, dass die amerikanische Marine die Beobachtung der ‚Santa Maria‘ einstellt, weil dies die notwendigen geheimen Bewegungen des Schiffes verhindert. Respektvoll, Humberto Delgado.“

Ob dieses Telegramm Auswirkungen auf das Handeln der amerikanischen Regierung hatte, ist unbekannt. Als gesichert gilt, dass auch Washington in den ersten beiden Tagen nach der Entführung keine Kenntnis von dem Aufenthaltsort des Schiffs besaß. Zur Suche nach dem Liner wurden sowohl US-amerikanische Militärflugzeuge als auch Einheiten der US Navy eingesetzt. An der Suche war anfänglich auch die in der Karibik stationierte britische Fregatte HMS Rothesay beteiligt, die jedoch nach heftigen Protesten der Labour-Fraktion im britischen Unterhaus angeblich aus Treibstoffmangel die Fahndung abbrechen musste. Tatsächlich hatte die portugiesische Regierung gehofft, dass die NATO-Partner Großbritannien und USA die Santa Maria mit ihren Marinen abfangen und die Entführung notfalls gewaltsam beenden würden. Nach Presseberichten hatte Portugal die Korvette Pedro Escobar und Spanien den schweren Kreuzer Canarias in den Atlantik entsandt, um das Passagierschiff abzufangen, doch ist unklar, ob es sich hierbei nur um Gerüchte handelte.
Am 25. Januar 1961 wurde der Liner von einem dänischen Frachter gesichtet, der diese Entdeckung umgehend per Funk weiterleitete. Wenige Stunden später wurde sie von US-amerikanischen Militärflugzeugen gesichtet. Auf Anweisung der Regierung Kennedy nahm der Commander in Chief der Atlantikflotte der US Navy, Admiral Robert Dennison, Funkkontakt mit Galvão auf. Am nächsten Tag, dem 26. Januar 1961, gab Kennedy in der ersten Pressekonferenz zur Affäre bekannt, dass die Marine angewiesen sei, den Liner nicht zu entern, obwohl sich amerikanische Passagiere an Bord befanden. Das diplomatische Dilemma der Regierung Kennedy charakterisierte ein Kommentator der Süddeutschen Zeitung:

„Würden die USA dieser Aufforderung folgen, dann müssten sie mit dem Vorwurf rechnen, daß sie ein diktatorisches Regime gegen einen Umsturzversuch unterstützten. Lassen die USA das Ersuchen Portugals unberücksichtigt und erkennen sie Galvao, der das Schiff nach Piratenmethoden in seine Hand brachte, Immunität zu, dann verärgern sie einen Verbündeten. Der Ausweg ist der Versuch, die Piraten auf friedlichem Weg zum Anlaufen eines neutralen Hafens zu veranlassen, wo die Passagiere an Land gehen können.“

Nachdem die US Navy die Santa Maria lokalisiert hatte, wurde sie von Einheiten der Atlantikflotte begleitet. Dazu gehörten die Zerstörer Robert L. Wilson, Demato, Gearing, das Docklandungsschiff Hermitage und das Atom-U-Boot Seawolf. Auf der Demato hatte sich Vizeadmiral Allan E. Smith eingeschifft, der von Admiral Dennison den Auftrag erhalten hatte, mit Galvão zu verhandeln. Nachdem Smith am 30. Januar 1961 per Funk ein Treffen mit dem Rebellenführer vereinbart hatte, trafen sich die Demato und die Santa Maria etwas außerhalb der brasilianischen Hoheitsgewässer vor Recife. Am 31. Januar setzte Smith mit einigen Offizieren und diplomatischen Vertretern auf den Liner über, der von einem Pulk von Booten mit Journalisten umschwärmt wurde. Beide Seiten kamen überein, auf Zusagen der brasilianischen Regierung zu warten.

### Ende in Recife
Obwohl dies bis heute ungeklärt ist, muss davon ausgegangen werden, dass Delgado in Brasilien bereits Wochen vor der Operation eine rein politische Lösung des Unternehmens sondiert hatte. Eine Schlüsselrolle kam dabei dem neuen brasilianischen Staatspräsidenten Jânio da Silva Quadros zu, der am 1. Februar 1961 sein Amt antrat. Im Gegensatz zu seinem Vorgänger Juscelino Kubitschek de Oliveira, der gegenüber dem Salazar-Regime aus außenpolitischen Gründen auf eine Konfrontation verzichtet hatte, war Quadros bereit, die portugiesische Opposition aktiv zu unterstützen.
Bereits am Tag seines Amtsantritts, dem 1. Februar, sandte Quadros ein Telegramm an Galvão, in dem er den Rebellen politisches Asyl anbot. An diesem Tag ankerte die Santa Maria etwas außerhalb der brasilianischen Hoheitsgewässer vor Recife. Eine brasilianische Delegation unter Führung von Admiral Dias Fernandes erschien an Bord und regelte die Einzelheiten der Übergabe. Noch am 1. Februar gelang es drei US-amerikanischen Reportern, auf der Santa Maria ein Interview mit Galvão zu führen, das am 10. Februar 1961 im TIME-Magazin erschien. Am 2. Februar lief der Liner in Recife ein, wo er von brasilianischer Marineinfanterie besetzt wurde. Die Passagiere wurden sofort entlassen. Nach eigener Darstellung hatte Galvão geplant, zusammen mit Fernández alias Sotomayor allein mit dem Schiff auszulaufen und die Santa Maria mit sich selbst an Bord in internationalen Gewässern in einem spektakulären Schauspiel zu versenken, doch diente diese Aussage offenbar lediglich einer gewissen Selbststilisierung als potentieller „Märtyrer“. Die Rebellen erhielten Asyl, die Santa Maria wurde später der Reederei übergeben, die das Schiff sofort nach Portugal überführte.

## Nachwirkungen
Das einzige Todesopfer der Operation Dulcinea, João Costa, wurde am Tag nach dem Einlaufen des Liners in Lissabon am 17. Februar 1961 auf dem Alenquer-Friedhof beigesetzt. Salazar verlieh dem Toten posthum den Militärorden vom Turm und Schwert (Ordem Militar da Torre e Espada). Gegen die Entführer wurde in Portugal Anklage erhoben, doch wurde, soweit bekannt, kein Mitglied des DRIL-Kommandos jemals verhaftet, da sich alle Beschuldigten in Brasilien aufhielten und Asyl genossen.
Der Modus Operandi der Rebellen an sich war nicht ungewöhnlich gewesen. In ostasiatischen Gewässern hatten Piraten die Methode, sich als Passagiere zu tarnen, um Schiffe zu übernehmen und auszuplündern, schon vorher benutzt. Jedoch ist bis in die Gegenwart noch nie ein Passagierschiff zur gewaltsamen Durchsetzung innenpolitischer Ziele entführt worden; Galvãos Unternehmen fand bis heute keine Nachahmer. Im Fall der Achille Lauro 1985 hatten die Terroristen das Schiff als normale Passagiere benutzt; eine Übernahme des Liners war nie vorgesehen gewesen, sondern wurde durch den zufälligen Fund ihrer Waffen ausgelöst.
Lediglich in Film und Literatur wurden fiktive Szenarien entwickelt, die sich vermutlich am Beispiel der Santa Maria-Entführung orientierten. 1974 drehte der britische Regisseur Richard Lester den Spielfilm Juggernaut (deutscher Synchrontitel 18 Stunden bis zur Ewigkeit), in dem ein ehemaliger Sprengstoffspezialist mit einer Bombe an Bord des britischen Passagierschiffs Britannia die britische Regierung zur Zahlung eines Lösegelds erpressen will. Noch im selben Jahr publizierte der britische Thrillerautor Colin Forbes The year of the golden ape (Deutsche Ausgabe Tafak 1975). Der saudische Prinz Tafak plant die Sprengung eines Öltankers mittels einer so genannten schmutzigen Bombe, um San Francisco zu verseuchen. Hintergrund ist der Nahostkonflikt und Tafaks eigentliches Ziel die Vernichtung Israels. 2006 griff Frederick Forsyth die Thematik noch einmal in seinem Roman The Afghan (Deutsche Ausgabe Der Afghane, 2006) auf, in dem al-Qaida-Attentäter planen, mittels eines gekaperten Frachters eine internationale Konferenz von Spitzenpolitikern auf der Queen Mary 2 auf hoher See zu versenken.
Unklar ist bis heute, ob ein Aufstand in Angola, der Anfang Februar 1961 begann und innerhalb weniger Tage von Polizei und Militär niedergeschlagen wurde, in einem direkten Kontext mit der Entführung der Santa Maria stand. Galvão stellte nach dem Ausgang der Operation seine revolutionären Aktivitäten ein und verstarb am 25. Februar 1970 in São Paulo. Delgado konspirierte weiterhin mit Exilgruppen und wurde am 13. Februar 1965 bei Badajoz von der portugiesischen Geheimpolizei Polícia Internacional e de Defesa do Estado (PIDE) in einen Hinterhalt gelockt und, als er sich bei seiner geplanten Entführung nach Portugal zur Wehr setzte, von dem PIDE-Agenten Casimiro Monteiro erschossen.

### Anzoategui-Affäre
Die Entführung der Santa Maria diente im Februar 1963 als Vorbild für die Entführung des venezolanischen Frachters Anzoategui durch ein Kommando der Fuerzas Armadas de Liberación Nacional (FALN), einer kommunistischen Guerillagruppe. Wie die Santa Maria wurde die Anzoategui nach wenigen Tagen in Brasilien interniert, wo den Entführern Asyl gewährt wurde. Vorher hatten venezolanische und US-amerikanische Marine-Einheiten den Frachter vergeblich in der Karibik gesucht.

## Filme
- Noch während der Entführung plante die Münchner Constantin Film einen Spielfilm unter dem Arbeitstitel Die Piraten der Santa Maria, in dem Harald Reinl Regie und Klausjürgen Wussow die Rolle Galvãos übernehmen sollte. Angeblich waren in Portugal bereits erste Probeaufnahmen gemacht worden. Vermutlich aus politischen Gründen wurde das Projekt kurz nach dem Ende der Entführung eingestellt.
- 2004 produzierte die spanische Dokumentarfilmerin Margarita Ledo Andión (* 1951) den Dokumentarfilm Santa liberdade.[8]
- 2010 realisierte der portugiesische Regisseur Francisco Manso den Spielfilm Assalto ao Santa Maria (Überfall auf die Santa Maria) mit Carlos Paulo in der Rolle Galvãos und André Gomes in der Rolle Delgados.